# جوزيف إتش باترسون
جوزيف إتش باترسون (بالإنجليزية: Joseph Patterson)‏ هو واثب حواجز ‏ وضابط أمريكي، ولد في 15 أغسطس 1912 في أوكلاهوما سيتي في الولايات المتحدة، وتوفي في 23 مايو 1939 في بورتسموث في الولايات المتحدة بسبب غرق.

## وصلات خارجية
- جوزيف إتش باترسون على موقع أوليمبيديا (الإنجليزية)